# Perynea
Perynea é um gênero de traça pertencente à família Arctiidae.